# Proales fallaciosa
Proales fallaciosa är en hjuldjursart som beskrevs av Wulfert 1937. Proales fallaciosa ingår i släktet Proales och familjen Proalidae. Arten är reproducerande i Sverige. Inga underarter finns listade i Catalogue of Life.